# Congresso di Panama
Il congresso di Panama (definito anche Congresso anfizionista, in omaggio alla Lega Anfizionica dell'Antica Grecia) fu un congresso organizzato da Simón Bolívar nel 1826 con l'obiettivo di riunire le nuove repubbliche dell'America Latina per sviluppare una politica unificata verso la Spagna. Tenutosi a Panama dal 22 giugno al 15 luglio di quell'anno, l'incontro prevedeva la creazione di una lega di repubbliche americane, con un esercito comune, un patto di mutua difesa e un'assemblea parlamentare sovranazionale.
Vi parteciparono rappresentanti della Gran Colombia (oggi Colombia, Ecuador, Panama e Venezuela), del Perù, della Repubblica Federale del Centro America (oggi Guatemala, El Salvador, Honduras, Nicaragua e Costa Rica) e del Messico. Il Cile e le Province Unite del Río de la Plata (oggi Argentina) rifiutarono di partecipare, per sfiducia nell'enorme influenza di Bolívar. L'Impero del Brasile non inviò delegati, poiché si aspettava un'accoglienza ostile dai suoi vicini ispanici a causa della guerra che aveva in corso con l'Argentina nel moderno Uruguay. L'isolazionista Paraguay non venne invitato.